# Yombiro
Yombiro est une ville et une sous-préfecture de Guinée, rattachée à la préfecture de Kissidougou et à la région de Faranah. 

## Population
En 2016, le nombre d'habitants est estimé à 15 266, à partir d'une extrapolation officielle du recensement de 2014 qui en avait dénombré 14 274 .